# Цирулёв, Владимир Павлович
Владимир Павлович Цирулёв — советский хозяйственный, государственный и политический деятель, Герой Социалистического Труда.

## Биография
Родился в 1925 году в селе Посёлки Кузнецкого уезда Саратовской губернии (ныне Кузнецкого района Пензенской области). Член ВКП(б) с 1951 года.
С 1941 года — на хозяйственной, общественной и политической работе. В 1941—2012 годы — тракторист Кузнецкой машинно-тракторной станции, участник Великой Отечественной войны, после её окончания — учётчик, электромеханик, механик Кузнецкой МТС, колхоза имени Калинина, управляющий отделением совхоза «Трудовой путь», председатель колхоза «Гигант» Кузнецкого района Пензенской области, председатель Правления Внебюджетного фонда «200-летие Епархии», член Совета при губернаторе Пензенской области по делам ветеранов.
Указом Президиума Верховного Совета СССР от 29 августа 1986 года присвоено звание Героя Социалистического Труда с вручением ордена Ленина и золотой медали «Серп и Молот».
Избирался депутатом Верховного Совета СССР 9-го, 10-го, 11-го созывов.
Скончался в 2012 году.